# Felix Orlando
Felix Orlando, född 12 juni 2018, är en svensk varmblodig travhäst. Han tränas och körs av Per Nordström.

## Karriär
Felix Orlando började tävla i september 2020, och har till augusti 2021 sprungit in 2,9 miljoner kronor på 13 starter, varav 5 segrar, 4 andraplatser och 1 tredjeplats. de åren 2004–2006 och sprang in 3 miljoner kronor på 23 starter varav 12 segrar. Bland hans främsta meriter räknas segrarna i båda E3-finalerna (2021) och Breeders' Crown (2020).
Han tillhör den skara hästar som vunnit både långa E3 och korta E3 i klassen för hingstar och valacker.

## Statistik

### Större segrar
| År   | Lopp                 | Kusk          | Vinstbelopp | Grupp   |
| ---- | -------------------- | ------------- | ----------- | ------- |
| 2021 | Vårfavoriten         | Per Nordström | 200 000 SEK | -       |
| 2021 | Långa E3, h/v        | Per Nordström | 975 000 SEK | Grupp 1 |
| 2021 | Korta E3, h/v        | Per Nordström | 975 000 SEK | Grupp 1 |
| 2021 | Sikta mot Stjärnorna | Per Nordström | 300 000 SEK | -       |